# 2662 Kandinsky
2662 Kandinsky è un asteroide della fascia principale. Scoperto nel 1960, presenta un'orbita caratterizzata da un semiasse maggiore pari a 2,4388811 UA e da un'eccentricità di 0,1602086, inclinata di 2,91449° rispetto all'eclittica.
È stato dedicato al pittore Vassilij Kandinskij